# Ferrals-les-Corbières
Ferrals-les-Corbières é uma comuna francesa na região administrativa de Occitânia, no departamento de Aude. Estende-se por uma área de 15,95 km². Em 2010 a comuna tinha 1 233 habitantes (densidade: 77,3 hab./km²).